# Narodowy System Innowacji
Narodowy System Innowacji (NSI) – zbiór instytucji, które wspólnie bądź indywidualnie działają dla rozwoju i rozprzestrzeniania się nowych technologii oraz tworzą pewną strukturę. Dzięki licznym sprzężeniom zwrotnym, które między nimi występują możliwe jest sprawne tworzenie, selekcjonowanie, absorpcja i dystrybucja innowacji. NSI jest narzędziem służącym do analizy krajowej specyfiki innowacji w procesach globalizacyjnych.
NSI stanowi system gwarantujący efektywne powiązania pomiędzy tymi, którzy generują nową wiedzę oraz tymi, którzy mogą ją z pożytkiem wykorzystywać. Efektywne współdziałanie systemu możliwe jest w sytuacji istnienia efektywnej sieci współzależności, która generowana jest poprzez szereg instrumentów oraz elementów infrastruktury.

## Przegląd najważniejszych definicji
Pojęcie narodowego systemu innowacji zostało wprowadzone w połowie lat 80. XX w. przez dwóch ekonomistów: Christophera Freemana i Bengt-Ake Lundvalla. Wśród najważniejszych definicji NSI można wymienić:
- według Ch. Freemana NSI to sieć współdziałających instytucji w sektorze publicznym i prywatnym, których aktywność i interakcje inicjują import, modyfikacje i dyfuzję nowych technologii[1],
- według B. Lundvalla NSI obejmuje elementy i relacje, które występują w produkcji, dyfuzji oraz wykorzystaniu ekonomicznie użytecznej wiedzy[2],
- według R. Nelsona NSI to zbiór instytucji, których interakcje wpływają na osiągnięcia...krajowych firm[2],
- według S. Metcalfe NSI to zbiór instytucji, które wspólnie i indywidualnie wpływają na rozwój i dyfuzję nowych technologii oraz tworzą strukturę w obrębie której rządy realizują politykę społeczno-gospodarczą wpływającą na proces innowacji. NSI to system wzajemnie połączonych instytucji zdolnych kreować, przechowywać oraz transferować wiedzę, umiejętności i przedmioty, które definiują nowe technologie[2],
- według Ewy Okoń-Horodyńskiej NSI to całokształt powiązanych ze sobą instytucjonalnych i strukturalnych czynników w gospodarce narodowej i społeczeństwie, które generują, selekcjonują i wchłaniają innowacje techniczne[3],
- według Ch. Edquista NSI obejmuje wszystkie ważne czynniki o charakterze ekonomicznym, społecznym, politycznym, organizacyjnym i instytucjonalnym oraz inne czynniki mające wpływ na rozwój, dyfuzję i wykorzystanie innowacji[4].

## Instytucje odpowiedzialne
Do instytucji odpowiedzialnych za wspieranie rozwoju innowacyjności należą:
- instytucje zajmujące się wsparciem oraz ekspansją nauki i techniki – są to instytucje dbające o rozwój wiedzy naukowej i technicznej w postaci odkryć, wynalazków itp. Do tej grupy należą między innymi instytuty naukowe i badawcze, uczelnie
- podmioty należące do sfery przemysłu i usług – ich rola sprowadza się do działalności techniczno – przemysłowej, wdrażania i komercjalizacji innowacyjnych rozwiązań. Wymienia się tu także jednostki B + R przedsiębiorstw
- organizacje odpowiedzialne za politykę innowacyjną – podmioty te mają promować i rozwijać politykę innowacyjną. Należą do nich rządowe i pozarządowe organizacje, takie jak centra technologiczne, ośrodki doradztwa i szkoleń, ośrodki informacji oraz ośrodki wspomagania innowacji.

## Czynniki wpływające na sprawny rozwój NSI
Sprawnie i efektywne funkcjonowanie NSI zależy od wielu czynników. Do najważniejszych z nich można zaliczyć:
- czynniki polityczne – obejmują rozwiązania prawno – polityczne np. politykę innowacji oraz prawo ochrony własności intelektualnej,
- czynniki ekonomiczne – kształtowane są głównie poprzez sytuację ekonomiczną np. poziom konkurencyjności gospodarki oraz zainteresowanie współpracą wśród firm w sektorze,
- czynniki społeczne – związane są z przeszłością historyczną i poziomem rozwoju w przeszłości np. tradycje, system edukacji oraz poziom społecznej akceptacji nowych technologii,
- czynniki technologiczne – obejmują m.in.: poziom rozwoju sektora B+R, szybkość postępu technicznego, dojrzałość technologii, dostępność wiedzy technologicznej.

Niektóre elementy NSI można ukształtować w krótkim czasie np. przyjęcie właściwego dla danego poziomu rozwoju gospodarczego prawa własności intelektualnej może potrwać tylko kilka miesięcy. Natomiast niektóre zmiany, szczególnie w obszarze społecznym, zajmują pokolenia, gdyż wymagają przebudowania systemu edukacji i wytworzenia nowych wzorców społecznych, a czasami wręcz obalenia dotychczasowych sposobów tradycyjnego postępowania. Warto wziąć pod uwagę, że nazbyt rewolucyjne próby zmiany dotychczasowego systemu społeczno-gospodarczego mogą doprowadzić do wystąpienia znacznych podziałów społecznych, niepokojów społecznych, aktów terroru, a nawet wybuchu wojny domowej.